# Джейк Пёс
Джейк Пёс (англ. Jake the Dog) — один из основных персонажей американского мультсериала «Время приключений», созданного Пендлтоном Уордом. Он также появляется в спин-оффе «Время Приключений: Дальние Земли». В мультсериале его озвучил Джон Ди Маджо. Впервые персонаж дебютировал в пилотной серии одноимённого мультсериала. Во время событий шоу Джейк заявляет, что ему 28 «магических собачьих лет».
Джейк обладает уникальной способностью растягивать, сжимать и придавать каждой части своего тела практически любую форму и размер, от гигантского до крайне маленького. Он выступает в качестве наставника для своего сводного брата Финна Парнишки, хотя некоторые из его советов могут быть неоднозначными. Его способности значительно помогают Финну в бою и передвижении, но также используются для самовыражения. У него есть девушка по имени Леди Ливнерог, с которой у него пятеро детей. Он также увлекается игрой на альте, домашним для которой является червь по имени Шелби Баттерсон.
Джейк получил в целом положительные отзывы критиков. Гендерно изменённая версия Джейка по имени Пирожок появилась в девятом эпизоде третьего сезона «Фионна и Пирожок», также она является главной героиней в спин-оффе «Время Приключений: Фионна и Пирожок».

## Дизайн и озвучивание

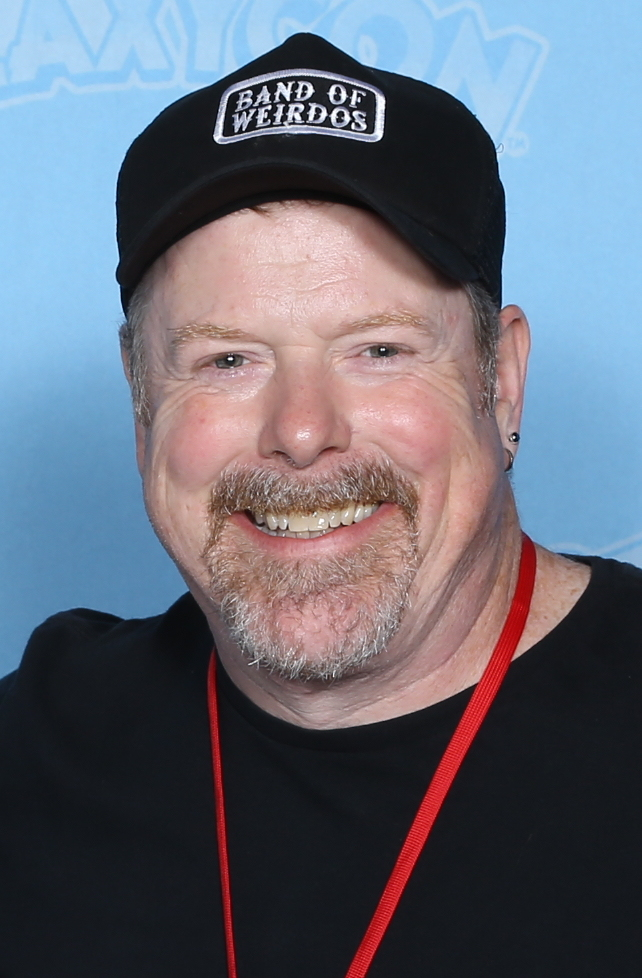
Джон Ди Маджо, озвучивающий Джейка (2019)

Создатель сериала Пендлтон Уорд заявил, что он создал Финна и Джейка (и «Время приключений» в целом) как если бы он играл в настольную ролевую игру D&D. Уорд прокомментировал, что мотивы Финна и Джейка благородны, с желанием «убивать монстров, исследовать подземелья, находить лут». Уорд отметил, что «Джейку больше по душе лут». Уорд провёл большую часть своего детства дома, и он использовал свой «[домашний] опыт приключений» как источник вдохновения для приключений Финна и Джейка. На раннем этапе разработки шоу Уорд хотел, чтобы Финн и Джейк были кочевниками, странствующими с палатками, однако Cartoon Network потребовал, чтобы у них был постоянный дом. Впервые персонаж дебютировал в пилотной серии «Времени приключений», в центре которого было спасение принцессы Бубльгум от Снежного Короля. В пилоте его также озвучил Джон Ди Маджо. Серия вышла в эфир на канале Nickelodeon в рамках программы Random! Cartoons в 2008 году.
В 2018 году, когда мультсериал был близок к окончанию, Ди Маджо заявил: «Пока не будет что-то подписано, не будет и никаких догадок… вот и всё. Это конец. Всё кончено. И это хорошо». Он также заявил: «В Джейке есть много от меня, и я буду скучать по этому, по этой связи». Композитор «Времени приключений» Тим Кифер сказал, что шоу постепенно стало исследованием «пути героя», который зрители постигают через персонажей.

## Предыстория
Джейк был зачат в результате событий, когда его отец, Джошуа, был укушен шейпшифтером из другого измерения по имени Уоррен Амперсенд во время детективного расследования вместе с его женой Маргарет. Позже Джейк родился из абсцесса на голове отца, образовавшегося в результате этого укуса. Предполагается, что магические способности Джейка появились из-за его биологической связи с Амперсендом. Родители Джейка предпочли утаить подробности его рождения, и Джейк изначально полагал, что его способности появились после того, как он повалялся в «волшебной луже грязи» будучи щенком. После своего рождения Джейк воспитывался как собственный сын Джошуа и Маргарет, вместе с их собственным биологическим сыном Жермином и приёмным человеческим сыном Финном.
О детстве Джейка с его семьёй в сериале мало что было показано, но в его юности он был известен как успешный преступник и лидер своей банды. Позднее он отказался от этой жизни, предпочитая более достойный образ жизни в качестве искателя приключений вместе с Финном. Примерно в это же время у него также начались романтические отношения с Леди Ливнерог, с которой он завёл пять детей — дочери Чарли, Виола и Джейк-младшая, а также сыновья — ТиВи и Ким Кил Ван. Джейк в конечном итоге скончался после завершения основного сериала, в сериях «Пойдём со мной», «Шказки 1000+», а также в спин-оффе «Фионна и Пирожок» показываются отрывки из будущего Ууу, где потомки Джейка основали свою космическую цивилизацию.

## Появления

### Основной сериал
Джейк Пёс — один из главных героев «Времени приключений», часто появляется вместе со своим лучшим другом и сводным братом Финном Парнишкой. Он способен трансформироваться во всевозможные фантастические формы с помощью своих способностей, но обычно принимает форму жёлто-оранжевого бульдога среднего размера.
В специальном эпизоде «Снова вместе» в спин-оффе «Время Приключений: Дальние Земли» действие происходит после окончания основного сериала, где Джейк умер от старости. Когда та же участь постигла и Финна, он отправился в путь через Миры Мёртвых, чтобы вновь встретиться с Джейком, которого он потерял много лет назад. После их воссоединения в загробном мире, они оба решают реинкарнировать в мир живых.

### Фионна и Пирожок
В третьем сезоне эпизода «Фионна и Пирожок» появилась гендерно изменённая версия Джейка — кошка Пирожок, которая стала одним из главных героев сериала. Позднее она появлялась в сериях: «Плохой мальчишка» в 5-м сезоне, «Принц, который хотел всё» в 6-м сезоне, «Пять застольных историй» в 8-м сезоне и «Фионна и Пирожок, и снова Фионна» в 9-м сезоне. Концепт Фионны и Пирожка возник из рисунков художника-сценариста «Времени приключений» Наташей Аллегри. И Фионна, и Пирожок стали популярны среди фанатов сериала. Пирожок также стала главным героем в спин-оффе «Время приключений: Фионна и Пирожок».

### Другие появления
С момента создания «Времени приключений» Джейк появлялся в различных сериях комиксов, видеоиграх и других товарах. В консольных играх Джейк впервые появился в видеоигре Adventure Time: Hey Ice King! Why'd You Steal Our Garbage?!!, выпущенной на Nintendo DS и 3DS в 2012 году. Впоследствии он был игровым персонажем в Adventure Time: Explore the Dungeon Because I Don't Know! (2013), Adventure Time: The Secret of the Nameless Kingdom (2014), и Adventure Time: Pirates of the Enchiridion (2018).
Джейк также часто появлялся в других франшизах и медиа. Он появился в эпизоде седьмого сезона «Футурамы» «Leela and the Genestalk», где его озвучил прежний актёр, Джон Ди Маджо, который также озвучивает одного из главных героев сериала — Бендера. В эпизоде 28-го сезона «Симпсонов» «Monty Burns’ Fleeing Circus» он появляется во вступительной диванной заставке, где на его место встал Гомер Симпсон. Он также появлялся в мультсериале «Окей Кей О! Будем героями» в эпизоде «Crossover Nexus». В качестве кроссовера Джейк появлялся в играх: Lego Dimensions, относящаяся к жанру toys-to-game (2015); Cartoon Network: Battle Crashers жанра beat 'em up (2016); игре-кроссовере Bloons Tower Defense: Adventure Time (2018); файтинге Brawlhalla (2019); игре action-adventure Immortals Fenyx Rising (2020); и файтинге MultiVersus (2022).

## Принятие
Джейк получил в целом положительные отзывы критиков. Брэндон Закари из Comic Book Resources заявил, что Джейк — «лучший персонаж на телевидении», и «хотя у Финна имеется сильная арка персонажа, Джейк оказался гораздо более очаровательным». Дэн Нилан из The A.V. Club заявил, что «Джейк — лучший напарник <...> он не только может расти, уменьшаться, трансформироваться в любую форму, которая может помочь его другу Финну во время битвы, но и умеет танцевать, петь и готовить отменные тарелки блинов с беконом». Ричард Уиттекер из The Austin Chronicle подчеркнул, что, по его мнению, «сильная, но эмоционально уязвимая» Пирожок была хорошо прописана, как женская версия Джейка. В статье для Vox Эмили Вэндерверфф назвала сериал «лучшей историей о взрослении этой эпохи», отметив, как Джейк «прошёл путь от счастливого странника к чему-то похожему на взрослую жизнь».
Персонаж стал чрезвычайно популярным среди фанатов «Времени приключений». В 2019 году Рич Голдстайн из The Daily Beast отметил популярность Джейка среди косплееров, заявив: «Ночи Хэллоуина и комик-коны за последние несколько лет привели к увеличению числа детей (и взрослых) по всему США, которые одевались в костюмы Финна и Джейка». Джон Ди Маджо вспоминал, как «гулял на съездах и видел, как все носят костюмы Финна и костюмы Джейка, и как персонажи нравились людям». Платформа в виде Джейка участвовала в параде дня благодарения от Macy’s в 2013 году.